# Skunk (film)
Pour les articles homonymes, voir Skunk.
Pour plus de détails, voir Fiche technique et Distribution.
Skunk est un film belgo-néerlandais de 2023 réalisé et écrit par Koen Mortier, basé sur le livre de 2015 Skunk, de geur van een destructief leven de Geert Taghon.

## Distribution
- Thibaud Dooms : Liam
- Dirk Roofthooft : Jos
- Boris Van Severen : David
- Natali Broods : Pauline
- Colin Van Eeckhout : père de Liam
- Sarah Vandeursen : mère de Liam

## Prix et nominations
| Année | Prix                                      | Catégorie                                    | Nomination                                   | Résultat |
| ----- | ----------------------------------------- | -------------------------------------------- | -------------------------------------------- | -------- |
| 2023  | Festival international du film de Tallinn | Prix Just Film du meilleur film              | Prix Just Film du meilleur film              | Gagné    |
| 2023  | Festival international du film de Tallinn | Mention spéciale Concours Jeunesse Just Film | Mention spéciale Concours Jeunesse Just Film | Gagné    |